# Euphaedra abouna
Euphaedra abouna är en fjärilsart som beskrevs av Ungemach 1932. Euphaedra abouna ingår i släktet Euphaedra och familjen praktfjärilar. Inga underarter finns listade i Catalogue of Life.